# BEYOOOOONDS
BEYOOOOONDS（ビヨーンズ）は、ハロー!プロジェクトに所属する日本の女性アイドルグループ。所属事務所はアップフロントプロモーション。第61回日本レコード大賞最優秀新人賞受賞。

## 概要
- ハロプロ研修生から選ばれたメンバーで結成された、CHICA#TETSU（チカ＃テツ）、雨ノ森 川海（あめのもり かわうみ）、および『ハロー!プロジェクト“ONLY YOU”オーディション』合格者によるユニット、SeasoningS（シーズニングス）の3つのユニットで構成される[1]。
- 「〜を超えて」「〜の向こう側へ」という意味の英単語「Beyond」をグループ名の語源とし、「既成の枠組などを超えて自由に未来へ大きくビヨーンと伸びていってほしい」という思いが込められている。形を変幻自在にビヨーンびよーんと変貌させる、スライムのようなグループを目指す[1]。
- BEYOOOOONDSのリーダーは、公式に発表されていない。

## メンバー

### CHICA#TETSU
- 西田汐里、江口紗耶の2名によるグループ内ユニット。
- CHICAはスペイン語で「女の子」を、TETSUは哲学の「哲」を意味する。さらにCHICAは「地下」の意味も含み、物事を深く考える女の子たちが、心の奥底に秘めている繊細な心情を、パフォーマンスを通して表現できるグループになってほしいという願いが込められている[1][3]。2つの言葉を繋ぐ中央の#は、SNSの「#」と「線路」をイメージしている[3]。
- ハロー!プロジェクトが目指す「歌・ダンスの質の向上」に加え、多種にわたる「身体表現」へのアプローチを通して、「パフォーマンス集団」を目指す[5][6]。
- 2024年3月1日をもって結成当初からリーダーを務めてきた一岡伶奈が卒業[7]。その後のリーダーは不在[8]。
- 2025年6月9日をもって島倉りかが卒業[9]。

### 雨ノ森 川海
- 高瀬くるみ（リーダー）、前田こころ、岡村美波、清野桃々姫の4名によるグループ内ユニット。
- 「雨が森に降り、川となって海に広がり、その水の恵みこそが生命の源」というイメージからグループ名は「自然」と「生命の源」を表す。メンバー全員の名前に、くるみ、田、山、羽、岡、波、桃など、美しい自然を表す言葉が入っており、それぞれが「森、川、海」を彩る名前であることから着想を得ており、彼女たちが人々の心に潤いを与えてくれるようなグループになってほしいという願いが込められている[1]。
- RFRO (Rain Forest River Ocean) を略称とする[1]。
- 高瀬・清野の「表現力」を活かし、「歌とダンス」に加え、演劇やコメディーの要素も色濃く反映させたグループ。「小劇団」のイメージを持ったグループ作りを目指し、従来のアイドルグループとは異なる方向性を取る[5][6]。
- 2024年6月27日をもって山﨑夢羽が卒業[10]。

### SeasoningS
- 『ハロー!プロジェクト“ONLY YOU”オーディション』の合格者である平井美葉（リーダー）、小林萌花、里吉うたのの3名によるグループ内ユニット[11]。
- Seasonには「季節」のほかに「〜に味をつける」という意味があり、「Seasoning」で「味をつけるもの」「調味料」という意味になることから、メンバーの得意なスキルによって、パフォーマンスに美味しい味をつけてほしい、グループに鮮やかな彩（いろどり）を加えてほしいという願いが込められている[12]。

### メンバー一覧
- 表中のグループはBEYOOOOONDS、ユニットはグループ内ユニットのことを指す。
- 所属は所属しているグループ内ユニットのことで、CがCHICA#TETSU、雨が雨ノ森 川海、SがSeasoningSを指す。

| 所 属 | 名前                                      | ニックネーム        | 生年月日 （年齢）      | 血液 型 | 身長    | 出身 地 | メンバーカラー   | 加入年月日                        | 加入年月日                       | 備考                                              |
| 所 属 | 名前                                      | ニックネーム        | 生年月日 （年齢）      | 血液 型 | 身長    | 出身 地 | メンバーカラー   | グループ                          | ユニット                         | 備考                                              |
| ----- | ----------------------------------------- | ------------------- | ---------------------- | ------- | ------- | ------- | ---------------- | --------------------------------- | -------------------------------- | ------------------------------------------------- |
| C     | 西田汐里 （にしだ しおり）                | しおりん にし       | 2003年6月7日（22歳）   | B型     | 151cm   | 京都府  | ホットピンク     | 2018年10月19日 （グループ結成日） | 2018年6月9日                     | 元ハロプロ研修生                                  |
| C     | 江口紗耶 （えぐち さや）                  | さやりん            | 2003年8月1日（22歳）   | O型     | 170cm   | 兵庫県  | デイジー         | 2018年10月19日 （グループ結成日） | 2018年6月9日                     | 元ハロプロ研修生                                  |
| 雨    | ［リーダー］ 高瀬くるみ （たかせ くるみ） | くるみん            | 1999年3月16日（26歳）  | A型     | 150cm弱 | 栃木県  | ミントグリーン   | 2018年10月19日 （グループ結成日） | 2017年5月5日                     | 元とちおとめ25 元ハロプロ研修生                   |
| 雨    | 前田こころ （まえだ こころ）              | まえここ            | 2002年6月23日（23歳）  | A型     | 168cm   | 埼玉県  | シーブルー       | 2018年10月19日 （グループ結成日） | 2018年6月9日                     | 元ハロプロ研修生                                  |
| 雨    | 岡村美波 （おかむら みなみ）              | みいみ              | 2004年10月20日（20歳） | O型     | 162cm   | 大阪府  | ピンク           | 2018年10月19日 （グループ結成日） | 2018年6月9日                     | 元SunRisa 元ハロプロ研修生                        |
| 雨    | 清野桃々姫 （きよの ももひめ）            | ひめちゃん ももひめ | 2004年12月22日（20歳） | A型     | 156.5cm | 東京都  | オレンジ         | 2018年10月19日 （グループ結成日） | 2017年5月5日                     | 元amorecarina 元ハロプロ研修生                    |
| S     | ［リーダー］ 平井美葉 （ひらい みよ）     | みよ みよりん       | 1999年12月11日（25歳） | A型     | 156cm   | 東京都  | パープル         | 2018年12月3日                     | 2021年1月24日 （ユニット結成日） | ハロー!プロジェクト“ONLY YOU”オーディション合格者 |
| S     | 小林萌花 （こばやし ほのか）              | ほのぴ こば         | 2000年8月16日（24歳）  | A型     | 163.8cm | 東京都  | グリーン         | 2018年12月3日                     | 2021年1月24日 （ユニット結成日） | ハロー!プロジェクト“ONLY YOU”オーディション合格者 |
| S     | 里吉うたの （さとよし うたの）            | うーたん            | 2000年9月22日（24歳）  | A型     | 157cm   | 東京都  | ミディアムブルー | 2018年12月3日                     | 2021年1月24日 （ユニット結成日） | ハロー!プロジェクト“ONLY YOU”オーディション合格者 |

元メンバー
| 所 属 | 名前                                        | ニックネーム | 生年月日              | 血液 型 | 身長    | 出身 地 | メンバーカラー   | 加入年月日                      | 卒業・脱退日 卒業公演の開催地                                                | 在籍年齢 加入-卒業 | 在籍日数                  | 備考                                     |
| ----- | ------------------------------------------- | ------------ | --------------------- | ------- | ------- | ------- | ---------------- | ------------------------------- | ---------------------------------------------------------------------------- | ------------------ | ------------------------- | ---------------------------------------- |
| C     | ［元リーダー］ 一岡伶奈 （いちおか れいな） | いっちゃん   | 1999年2月25日（26歳） | A型     | 162.5cm | 東京都  | ライトブルー     | 2017年5月5日 （ユニット加入日） | 2024年3月1日 卒業公演なし （同時にハロプロも卒業） ※ 2025年3月31日芸能界引退 | 19歳-25歳          | 2492日 （7年9か月と27日） | 元ハロプロ研修生 CHICA#TETSU初代リーダー |
| 雨    | 山﨑夢羽 （やまざき ゆはね）                | ゆは         | 2002年11月5日（22歳） | AB型    | 159cm   | 愛知県  | イタリアンレッド | 2018年6月9日 （ユニット加入日） | 2024年6月27日 豊洲PIT （同時にハロプロも卒業）                               | 15歳-21歳          | 2210日 （6年と18日）      | 元ハロプロ研修生                         |
| C     | 島倉りか （しまくら りか）                  | りか様       | 2000年8月20日（24歳） | A型     | 154cm   | 東京都  | ラベンダー       | 2018年6月9日 （ユニット加入日） | 2025年6月9日 日本武道館 （同時にハロプロも卒業）                             | 17歳-24歳          | 2557日 （7年）            | 元ハロプロ研修生                         |

## 略歴

### 2017年
- 5月5日、中野サンプラザで開催された『Hello! Project 研修生発表会2017 〜春の公開実力診断テスト〜』にて、一岡伶奈は川村文乃・段原瑠々と共にハロー!プロジェクトでデビューすること、高瀬くるみ・清野桃々姫はハロー!プロジェクトとは別枠で、演技やパフォーマンスを中心とした活動に向けてデビューすることを発表[30]。
- 6月26日公開のYouTube番組『ハロ!ステ号外〜ハロー!プロジェクト2017新体制決定スペシャル〜』にて、一岡伶奈が新グループのリーダーに就任することを発表[31][32][33]。

### 2018年
- 3月30日、「一岡伶奈がリーダーを務める新グループ」「高瀬くるみ・清野桃々姫が在籍する新セクションのグループ」を結成すること、さらに、このグループのメンバー選出のためのオーディションを開催することを発表[6][34]。
- 5月11日、『ハロー!プロジェクト“ONLY YOU”オーディション』の開催を発表[35]。
- 6月9日、Zepp Tokyoで開催された『Hello! Project 研修生発表会2018 6月 〜にじ〜』にて、ハロプロ研修生からの第一次メンバーとして、一岡伶奈がリーダーを務める新グループに西田汐里・島倉りか・江口紗耶、高瀬くるみ・清野桃々姫が所属する新グループに前田こころ・山﨑夢羽・岡村美波が加入することを発表[36]。
- 7月14日より開催されたハロー!プロジェクトのコンサートツアー『Hello! Project 20th Anniversary!! Hello! Project 2018 SUMMER』にて、新グループとして初お披露目。2組合同でDA PUMPの「U.S.A.」をカバーした[37][38]。
- 9月26日、ハロプロ・オールスターズのシングル「YEAH YEAH YEAH/憧れのStress-free/花、闌の時」を発売。新グループとして参加した[注 4]。
- 10月19日、一岡伶奈がリーダーを務めるグループの名称が「CHICA#TETSU」、高瀬くるみ・清野桃々姫が所属するグループの名称が「雨ノ森 川海」に決定し、雨ノ森 川海のリーダーに高瀬くるみが就任。さらに、CHICA#TETSU、雨ノ森 川海、『ハロー!プロジェクト“ONLY YOU”オーディション』合格者による合同グループが結成され、グループ名が「BEYOOOOONDS」に決定したことを発表[2][3][39]。同日、公式Twitterを開設[40]。なお、この日を結成記念日としている[41]。
- 10月22日、CHICA#TETSU、雨ノ森 川海の公式ブログを開設[42]。
- 12月3日、東京・山野ホールで開催されたファンクラブイベント『BEYOOOOONDS 〜冬の陣 ZIN〜』にて、『ハロー!プロジェクト“ONLY YOU”オーディション』の合格者である平井美葉、小林萌花、里吉うたのの3名が加入すること、さらに、それぞれのメンバーカラーを発表[11][43][44]。

### 2019年
- 4月18日 - 4月29日、全労済ホール/スペース・ゼロにて、BEYOOOOONDSの初主演舞台「全労済ホール/スペース・ゼロ提携公演 演劇女子部『不思議の国のアリスたち』」を上演[45]。
- 4月19日、国民的アニメソングカバーコンテスト『愛踊祭2019』の公式サポーターを務めることを発表[46]。
- 4月30日、東京・山野ホールで開催されたファンクラブイベント『BEYOOOOONDS 応援企画FCイベント2019 〜晩春の陣 ZIN〜』にて、BEYOOOOONDSが8月7日にアップフロントワークス (zetima)からメジャーデビューすることを発表[47][48]。
- 8月7日、シングル「眼鏡の男の子/ニッポンノD・N・A!/Go Waist」でメジャーデビュー[49]。オリコン週間ランキングで初登場1位を獲得[50]。
- 11月14日 - 24日、こくみん共済 coop ホール／スペース・ゼロにて、こぶしファクトリーとの合同舞台「こくみん共済 coop ホール／スペース・ゼロ提携公演 演劇女子部『リボーン〜13人の魂は神様の夢を見る〜』」を上演[51]。
- 11月27日、1stアルバム『BEYOOOOOND₁St』を発売。
- 12月2日 - 17日、初の単独ライブ『LIVE BEYOOOOOND₁St』（全3都市3公演）を開催[52]。
- 12月7日、単独ライブ『LIVE BEYOOOOOND₁St サンリオピューロランドSP』をサンリオピューロランド エンターテイメントホールで開催[53]。
- 12月30日、『第61回 輝く!日本レコード大賞』に出演。「眼鏡の男の子」を披露し、最優秀新人賞を受賞[4]。

### 2020年
- 2月27日、「第34回日本ゴールドディスク大賞 ベスト5ニュー・アーティスト」を受賞したことが発表された[54]。
- 3月8日 - 5月31日、初の単独ライブツアー『BEYOOOOONDS 1st LIVE TOUR 2020〜ポップ!ステップ!全音符!!〜』（全11都市24公演）の開催が予定されたが、全公演中止となった[注 5][55]。
- 4月20日 - 5月31日、YouTubeにて『お家でもびよんず学校』と題して、メンバー12人がそれぞれの特技や得意分野について解説する動画を毎日アップロードする企画をおこなった[56]。
- 5月4日、初のホールコンサート『BEYOOOOONDS LIVE 2020 〜ポップ!ステップ!全音符!!〜 いらっしゃい 中野サンプラザ編』の開催が予定されたが、中止となった[注 6][57]。
- 10月9日 - 18日、こくみん共済 coop ホール／スペース・ゼロにて、主演舞台「こくみん共済 coop ホール(全労済ホール)／スペース・ゼロ提携公演 演劇女子部『アラビヨーンズナイト』」を上演[注 7][58][59]。

### 2021年
- 1月24日、平井美葉、小林萌花、里吉うたのの3名によるグループ内ユニットを結成し、そのグループ名が「SeasoningS」に決定したこと、リーダーに平井美葉が就任することを発表[12]。
- 3月3日、2ndシングル「激辛LOVE/Now Now Ningen/こんなハズジャナカッター!」を発売。デビューシングルに続き、オリコン週間ランキングで初登場1位を獲得[60]。同日、公式TikTokアカウントを開設。
- 4月16日 - 25日、こくみん共済 coop ホール／スペース・ゼロにて、主演舞台「こくみん共済 coop ホール(全労済ホール)／スペース・ゼロ提携公演 演劇女子部『眠れる森のビヨ』」を上演[61]。
- 8月7日、YouTubeのサブチャンネルとなる『ビヨーンズの伸びしろ』が始動した。以降、季節にちなんだ動画やメンバーによるラジオ配信などをおこなっている[62]。

### 2022年
- 1月21日、自身のYouTubeチャンネルで公開した動画内で、同年春に自身初のホールツアー、及び、単独では初となる日本武道館公演の開催が決定したことが発表された[63]。
- 3月2日、3rdシングル「英雄〜笑って!ショパン先輩〜/ハムカツ黙示録」を発売。
- 3月26日 - 6月4日、初のコンサートツアー『BEYOOOOOND1St CONCERT TOUR ～どんと来い! BE HAPPY!～』（全9都市15公演）を開催[注 8][64]。
- 4月25日、日本武道館での単独ライブ『BEYOOOOOND1St CONCERT TOUR どんと来い! BE HAPPY! at BUDOOOOOKAN!!!!!!!!!!!!』を開催[65][66]。
- 7月10日 - 8月27日、コンサートツアー『BEYOOOOOND1St CONCERT TOUR 〜もういっちょどんと来い! BE HAPPY!〜』（全4都市5公演）を開催[注 9][注 10][67]。
- 9月25日 - 11月27日、コンサートツアー『BEYOOOOO2NDS CONCERT TOUR ～天高く、ビヨ燃ゆる秋～』（全9都市12公演）を開催[注 11][68]。
- 9月28日、2ndアルバム『BEYOOOOO2NDS』を発売[69]。
- 9月30日、川口総合文化センター・リリア メインホールにて『BEYOOOOONDS メジャーデビュー3周年記念ライブ 〜ビヨと過ごす夏2022〜』を開催[70][71][注 12]。
- 11月11日 - 20日、こくみん共済 coop ホール／スペース・ゼロにて、主演舞台「こくみん共済 coop ホール(全労済ホール)／スペース・ゼロ提携公演 演劇女子部『ビヨサイユ宮殿』」を上演[72]。

### 2023年
- 1月13日、全メンバーのInstagram個人アカウントを開設[73]。
- 3月19日 - 6月10日、コンサートツアー『BEYOOOOONDS CONCERT TOUR「NEO BEYO」』（全8都市12公演）を開催[注 13][74][75]。
- 4月12日、4thシングル「求めよ…運命の旅人算/夢さえ描けない夜空には」を発売[76]。
- 5月2日、東京芸術劇場 コンサートホールにて『BEYOOOOOPHONIC(ビヨフォニック)』を開催[77][78]。
- 5月15日、日本武道館での単独ライブ『BEYOOOOONDS CONCERT TOUR「NEO BEYO at BUDOOOOOKAN!!!!!!!!!!!!」』を開催[79][80]。
- 7月15日 - 9月3日、コンサートツアー『BEYOOOOONDS CONCERT TOUR「NEO BEYO」ENCORE』（全6都市6公演）を開催[注 14][注 15][81]。
- 9月23日、BEYOOOOONDSでは初となる海外ライブ『Thai-Japan Iconic Music Fest 2023』に出演[82][83]。
- 11月10日 - 26日、東京・大阪にて、主演舞台「演劇女子部『ビヨスパイ～消えたアタッシュケース～』」を上演[84]。

### 2024年
- 3月1日、前年12月より体調不良のため活動を休止していた一岡伶奈について『日によって好不調の波があり、活動をこれまで通り行えるかどうかの不安も強く、これ以上ファンやメンバーに心配や迷惑をかけられない』という理由のため、卒業公演等は一切行われない形でそのままBEYOOOOONDSおよびハロー!プロジェクトを卒業した[85]。
- 4月4日、6月27日の豊洲PIT公演をもって山﨑夢羽が卒業することが発表された[10]。
- 4月6日・5月10日、東京・神戸にて「BEYOOOOOPHONICⅡ」を全3公演開催[86]。
- 4月7日 - 6月22日、事実上自身初のライブハウスツアーとなった『BEYOOOOONDS LIVE TOUR 2024 SPRING～PERSOOOOONALITY～』（全15都市29公演）を開催[注 16][87]。
- 5月29日、5thシングル「灰toダイヤモンド/Go City Go/フックの法則」を発売。
- 6月27日、山﨑夢羽が豊洲PITで行われた『BEYOOOOONDS LIVE TOUR 2024 SPRING 〜PERSOOOOONALITY「Wings of Dreams」〜』をもってBEYOOOOONDSおよびハロー!プロジェクトを卒業した[88]。
- 7月13日、TACHIKAWA STAGE GARDENで行われたハロー!プロジェクトのコンサートツアー『Hello! Project 2024 Summer ALL OF US』にて「ハロー!プロジェクト新メンバーオーディション2024」を開催すること、またその内BEYOOOOONDS限定の『BEYOOOOONDSポテンシャルオーディション』が存在することを発表[89][90]。
- 9月29日 - 11月10日、コンサートツアー『BEYOOOOONDS CONCERT TOUR 2024 AUTUMN「DISCOOOOOTHEQUE」』（全4都市8公演）を開催[91]。
- 10月12日・19日、イベント『BEYOOOOONDS 5th Anniversary Event ～ BEY①②③④⑤NDS ～』（全2都市4公演）を開催[92]。
- 11月18日、日本武道館での単独ライブ『BEYOOOOONDS CONCERT 2024 AUTUMN「DISCOOOOOTHEQUE BUDOOOOOKAN」』を開催[93][94]。

### 2025年
- 1月8日、串かつ居酒屋「串かつでんがな」とのコラボを発表。メンバー考案のオリジナルメニューなどを提供[95]。
- 1月17日、先述の「ハロー!プロジェクト新メンバーオーディション2024 BEYOOOOONDSポテンシャル部門」について、該当者なしとなったことが発表された[96]。
- 1月29日、6thシングル「Do-Did-Done/あゝ君に転生」を発売[97]。
- 1月31日、春のコンサートツアーをもって島倉りかが卒業することが発表された[9]。
- 4月27日、BEYOOOOONDSでは初となる海外単独公演『BEYOOOOONDS FIRST CONCERT 2025「BEYOOOOONDS GOOOOOES TO TAIPEI!」』を台湾・Hana Space 花漾展演空間で開催[98]。
- 5月10日 - 25日、コンサートツアー『BEYOOOOONDS CONCERT TOUR 2025 SPRING 〜Take Me Out To The BALLROOOOOM!〜』（全4都市8公演）を開催[99]。
- 6月9日、島倉りかが日本武道館で行われた『BEYOOOOONDS CONCERT 2025 SPRING 〜Take Me Out To The BUDOOOOOKAN!「Treasury Island」〜』をもってBEYOOOOONDSおよびハロー!プロジェクトを卒業[100][101]。
- 10月21日 - 11月30日、品川ステラボールにて『BEYOOOOOPERETTA -ottobre-』『BEYOOOOOPERETTA -novembre-』を開催予定[102]。
- 11月9日、備前市市民センターにて『岡山県備前市×BEYOOOOONDS 地域活性化コンサート ナルチカ 2025 BEYOOOOONDS in 備前』を開催予定[103]。

## 作品
「最高位」は「オリコン週間ランキング」に準ずる

### シングル
| #                                | 発売日                           | タイトル                                            | 最高位                           | 備考                                                   |
| メジャー (zetima/UP-FRONT WORKS) | メジャー (zetima/UP-FRONT WORKS) | メジャー (zetima/UP-FRONT WORKS)                    | メジャー (zetima/UP-FRONT WORKS) | メジャー (zetima/UP-FRONT WORKS)                       |
| -------------------------------- | -------------------------------- | --------------------------------------------------- | -------------------------------- | ------------------------------------------------------ |
| 1                                | 2019年08月07日                   | 眼鏡の男の子/ ニッポンノD・N・A!/ Go Waist          | 1位                              | 初のオリコン週間ランキング1位 初のゴールドディスク認定 |
| 2                                | 2021年03月03日                   | 激辛LOVE/ Now Now Ningen/ こんなハズジャナカッター! | 1位                              | 2作連続のオリコン週間ランキング1位                     |
| 3                                | 2022年03月02日                   | 英雄〜笑って!ショパン先輩〜/ ハムカツ黙示録         | 2位                              |                                                        |
| 4                                | 2023年04月12日                   | 求めよ…運命の旅人算/ 夢さえ描けない夜空には         | 3位                              |                                                        |
| 5                                | 2024年05月29日                   | 灰toダイヤモンド/ Go City Go/ フックの法則          | 3位                              |                                                        |
| 6                                | 2025年01月29日                   | Do-Did-Done/ あゝ君に転生                           | 2位                              |                                                        |

#### 配信シングル
| # | 開始日         | タイトル             | 備考 |
| - | -------------- | -------------------- | ---- |
| 1 | 2021年07月28日 | フレフレ・エブリデイ |      |

### コラボレーション
- 誤爆〜We Can't Go Back〜[108]（2017年8月11日、配信限定） - 「一岡伶奈、段原瑠々、川村文乃、高瀬くるみ、清野桃々姫」名義
- YEAH YEAH YEAH/憧れのStress-free/花、闌の時（2018年9月26日） - ハロプロ・オールスターズ名義
- 最KOO DE DANCE（2025年10月1日、2025年8月2日に先行配信） - 「DJ KOO × BEYOOOOONDS」名義[109][110]

### アルバム
| #                                | 発売日                           | タイトル                         | 最高位                           | 備考                             |
| メジャー (zetima/UP-FRONT WORKS) | メジャー (zetima/UP-FRONT WORKS) | メジャー (zetima/UP-FRONT WORKS) | メジャー (zetima/UP-FRONT WORKS) | メジャー (zetima/UP-FRONT WORKS) |
| -------------------------------- | -------------------------------- | -------------------------------- | -------------------------------- | -------------------------------- |
| 1                                | 2019年11月27日                   | BEYOOOOOND₁St                    | 3位                              |                                  |
| 2                                | 2022年09月28日                   | BEYOOOOO2NDS                     | 3位                              |                                  |

### サウンドトラック
| #                             | 発売日                        | タイトル                                                        | 最高位                        | 備考                                             |
| インディーズ (UP-FRONT WORKS) | インディーズ (UP-FRONT WORKS) | インディーズ (UP-FRONT WORKS)                                   | インディーズ (UP-FRONT WORKS) | インディーズ (UP-FRONT WORKS)                    |
| ----------------------------- | ----------------------------- | --------------------------------------------------------------- | ----------------------------- | ------------------------------------------------ |
| 1                             | 2019年05月29日                | 演劇女子部「不思議の国のアリスたち」 オリジナルサウンドトラック | 24位                          | 2019年4月19日より スペースゼロにて会場先行販売   |
| 2                             | 2020年11月11日                | 演劇女子部「アラビヨーンズナイト」 オリジナルサウンドラック     | -                             | 2020年10月9日より スペースゼロにて会場先行販売   |
| 3                             | 2022年12月07日                | 演劇女子部「ビヨサイユ宮殿」 オリジナルサウンドトラック         | -                             | 2022年11 月11日より スペースゼロにて会場先行販売 |

### 映像作品

#### ライブ・コンサート
| #                     | 発売日                | タイトル                                                                                | ジャンル              | 備考 |
| zetima/UP-FRONT WORKS | zetima/UP-FRONT WORKS | zetima/UP-FRONT WORKS                                                                   | zetima/UP-FRONT WORKS | zetima/UP-FRONT WORKS |
| --------------------- | --------------------- | --------------------------------------------------------------------------------------- | --------------------- | --- |
| 1                     | 2020年05月20日        | LIVE BEYOOOOOND₁St                                                                      | BD                    | 特典：リハーサル＆バックステージ映像+フォトブックレット封入 |
| 1                     | 2020年05月20日        | LIVE BEYOOOOOND₁St                                                                      | DVD                   | |
| 2                     | 2021年03月31日        | Hello! Project presents...「Premier seat」〜BEYOOOOONDS Premium〜                       | BD                    | 特典：バックステージ映像収録 |
| 3                     | 2022年09月28日        | BEYOOOOOND1St CONCERT TOUR どんと来い! BE HAPPY! at BUDOOOOOKAN!!!!!!!!!!!!             | BD                    | 特典：バックステージ映像＋フォトブックレット封入 |
| 3                     | 2022年09月28日        | BEYOOOOOND1St CONCERT TOUR どんと来い! BE HAPPY! at BUDOOOOOKAN!!!!!!!!!!!!             | DVD                   | |
| 4                     | 2023年02月01日        | BEYOOOOOND1St CONCERT TOUR ～もういっちょどんと来い! BE HAPPY!～                        | BD2枚組               | Disc 2は BEYOOOOONDS 2ndアルバム発売記念ミニライブ (2022/9/29 Zepp Haneda) を収録 特典：フォトブックレット封入                                                                    |
| 5                     | 2023年04月12日        | BEYOOOOO2NDS CONCERT TOUR ～天高く、ビヨ燃ゆる秋～                                      | BD                    | 特典：フォトブックレット封入 |
| 6                     | 2023年11月15日        | BEYOOOOOPHONIC                                                                          | BD                    | 特典：メイキング映像収録 |
| 7                     | 2023年11月15日        | BEYOOOOONDS CONCERT TOUR「NEO BEYO at BUDOOOOOKAN!!!!!!!!!!!!」                         | BD                    | 特典：メイキング映像＋ライブフォトブック封入 |
| 7                     | 2023年11月15日        | BEYOOOOONDS CONCERT TOUR「NEO BEYO at BUDOOOOOKAN!!!!!!!!!!!!」                         | DVD                   | |
| 8                     | 2024年11月20日        | BEYOOOOONDS LIVE TOUR 2024 SPRING ～PERSOOOOONALITY「Wings of Dreams」～                | BD                    | Disc2は JAPAN JAM 2024(5月4日 千葉市蘇我スポーツ公園) を収録 特典：バックステージ映像収録＋フォトブックレット封入                                                                 |
| 9                     | 2025年04月23日        | BEYOOOOONDS CONCERT 2024 AUTUMN「DISCOOOOOTHEQUE BUDOOOOOKAN」                          | BD                    | 特典：バックステージ映像収録＋フォトブックレット封入＋オーディオコメンタリー収録                                                                                                  |
| 10                    | 2025年10月08日        | BEYOOOOONDS CONCERT 2025 SPRING 〜Take Me Out To The BUDOOOOOKAN！「Treasury Island」〜 | BD                    | Disc2は COUNTDOWN JAPAN 24/25(2024/12/29 幕張メッセ国際展示場1～11ホール・イベントホール) を収録 特典：バックステージ映像収録＋フォトブックレット封入＋オーディオコメンタリー収録 |

#### 舞台
| #                     | 発売日         | タイトル                                           | ジャンル       | 備考                                            |
| UP-FRONT WORKS        | UP-FRONT WORKS | UP-FRONT WORKS                                     | UP-FRONT WORKS | UP-FRONT WORKS                                  |
| --------------------- | -------------- | -------------------------------------------------- | -------------- | ----------------------------------------------- |
| 1                     | 2019年08月07日 | 演劇女子部「不思議の国のアリスたち」               | DVD＋CD        | ブックレット封入                                |
| zetima/UP-FRONT WORKS |                |                                                    |                |                                                 |
| 2                     | 2020年02月26日 | 演劇女子部「リボーン〜13人の魂は神様の夢を見る〜」 | DVD            | こぶしファクトリーと共同名義 ブックレット封入   |
| 3                     | 2021年03月03日 | 演劇女子部「アラビヨーンズナイト」                 | DVD＋CD        | 完全版サウンドトラックCD付 ブックレット封入     |
| 4                     | 2021年09月15日 | 演劇女子部「眠れる森のビヨ」                       | BD＋CD         | 完全版サウンドトラックCD付 ブックレット封入     |
| 5                     | 2023年03月08日 | 演劇女子部「ビヨサイユ宮殿」                       | BD＋CD         | 完全版サウンドトラックCD付 ブックレット封入     |
| 6                     | 2024年03月27日 | 演劇女子部「ビヨスパイ～消えたアタッシュケース～」 | BD2枚組        | 東京公演と大阪公演の定点カメラ ブックレット封入 |

#### その他
| #              | 発売日         | タイトル                                                                     | ジャンル       | 備考                     |
| UP-FRONT WORKS | UP-FRONT WORKS | UP-FRONT WORKS                                                               | UP-FRONT WORKS | UP-FRONT WORKS           |
| -------------- | -------------- | ---------------------------------------------------------------------------- | -------------- | ------------------------ |
| 1              | 2020年09月16日 | KURAGAE -私たちのこと、推してください!-                                      | DVD            | UFW WebStore・FC先行販売 |
| 2              | 2020年10月14日 | お家でもびよんず学校                                                         | DVD            | UFW WebStore・FC先行販売 |
| 3              | 2021年08月18日 | BEYOOOOONDS 2ndシングル発売記念スペシャルライブ〜激辛Ningenジャナカッター!〜 | DVD            | UFW WebStore・FC先行販売 |

## タイアップ
| 起用年 | 楽曲                        | タイアップ |
| ------ | --------------------------- | --- |
| 2019年 | 眼鏡の男の子                | TBCラジオ 8月度「TBCイチオシパワープレイ」楽曲 ニッポン放送 8月度 優秀新人（パワープレイ）楽曲 TBSテレビ「CDTV」8月度エンディングテーマ テレビ東京『AI・DOLプロジェクト』第17回・第20回・第29回エンディングテーマ |
| 2019年 | ニッポンノD・N・A!          | RADIO BERRY 8月度パワープレイ「B-HOT!ルーキーズ」楽曲 CBCラジオパワープレイ「8月のマンプレ」楽曲 文化放送 8月度プラスチューン 北海道文化放送「土曜プレゼンアワー」9月度エンディングテーマ 岩手めんこいテレビ「Beatniks」9月度エンディングテーマ |
| 2019年 | Go Waist                    | エフエム石川 8月度パワープレイ「HELLO FIVE MUSIC NEXUS」楽曲 |
| 2019年 | アツイ!                     | テレビ東京『AI・DOLプロジェクト』第35回 - 第37回エンディングテーマ |
| 2020年 | ビタミンME                  | カゴメ「GO!ME.プロジェクト」2020 第1弾 |
| 2021年 | 激辛LOVE                    | テレビ東京『ハロドリ。』2月・3月度エンディングテーマ TBSテレビ（関東ローカル）『ふるさとの未来』2月度エンディングテーマ 長崎国際テレビ「AIR」3月度オープニングテーマ NACK5 3月度前期パワープレイ TBSラジオ 3月度推薦曲 TBCラジオ 3月度「tbcイチオシパワープレイ」 |
| 2021年 | こんなハズジャナカッター!   | TBSテレビ（関東ローカル）『ふるさとの未来』3月度エンディングテーマ |
| 2021年 | フレフレ・エブリデイ        | カゴメ「GO!ME.プロジェクト」2021 第2弾 |
| 2022年 | 英雄〜笑って!ショパン先輩〜 | テレビ東京『ハロドリ。』2月度エンディングテーマ TBSテレビ（関東ローカル）『ふるさとの未来』3月度エンディングテーマ NACK5 3月度前期パワープレイ TBSラジオ 3月度推薦曲 CRT栃木放送 パワープレイ BSN新潟放送 パワープレイ KR山口放送(ラジオ)「KRY Morning Up」10時台エンディング曲 YBS山梨放送「Oh!My Hits」パワープレイ NIB長崎国際テレビ「AIR」10月度オープニング曲 |
| 2022年 | ハムカツ黙示録              | テレビ東京『ハロドリ。』3月度エンディングテーマ |
| 2023年 | 求めよ…運命の旅人算         | RKK熊本放送(ラジオ)4月の「推しSONGS」 tbc東北放送「4月度tbcイチオシパワープレイ」 山口放送(ラジオ)「KRY Morning Up」10時台エンディング曲 栃木放送開局60周年枠「栃木放送マンスリーパワープレイ」 FM大阪 5月度「E∞Tracks」 TBSテレビ（関東ローカル・TVer限定）『ふるさとの未来』4月度エンディングテーマ テレビ東京『ハロドリ。』5月度エンディングテーマ |
| 2023年 | 夢さえ描けない夜空には      | テレビ東京『ハロドリ。』4月度エンディングテーマ TBSテレビ（関東ローカル・TVer限定）『ふるさとの未来』5月・6月度エンディングテーマ |
| 2023年 | 激辛LOVE                    | 日本ケンタッキー・フライド・チキン株式会社「レッドホット最強相棒祭」 |
| 2024年 | 灰toダイヤモンド            | MBSラジオ/MBSテレビ『西乃風ブラン堂』5月度エンディングテーマ ラジオ日本「2024年5月後半パワーチューン」 TBSラジオ「今週の推薦曲」 NACK5 2024年6月 POWER PLAY 山口放送(ラジオ)「KRY Morning Up」10時台エンディング曲 RKK熊本放送(ラジオ)6月の「推しSONGS」 テレビ東京『ハロドリ。』6月度エンディングテーマ |
| 2024年 | Go City Go                  | JR東海『東海道新幹線17駅 Go City Goキャンペーン』 TVh「スイッチン!」6月度エンディングテーマ |
| 2025年 | Do-Did-Done                 | tbc東北放送「2025年1月度 tbcイチオシパワープレイ」 文化放送「レコメン?」パワープレイ BSS山陰放送「Mポイント」今週の1曲 RCCラジオ「まるっと日常ワイドえんまん。」えんまん。Weeklyソング NBC長崎放送「NBCミューズハーツNEO」 山口放送「KRY Morning Up」10時台エンディング曲 テレビ東京『ハロドリ。-MUSIC-』1月度エンディングテーマ RKK熊本放送(ラジオ)2月の「推しSONGS」 長崎国際テレビ「AIR」2月度 Catch Up! TBSテレビ（関東ローカル・TBS FREE・TVer限定）『ふるさとの未来』2月度エンディングテーマ |

## 公演

### ライブ・コンサート

#### 単独ライブ・コンサート

##### 2019年
- LIVE BEYOOOOOND₁St（12月2日 - 17日、3都市3公演）[52]
- LIVE BEYOOOOOND₁St サンリオピューロランドSP（12月7日、2公演、サンリオピューロランド エンターテイメントホール）[53]

##### 2020年
- BEYOOOOONDS 1st LIVE TOUR 2020〜ポップ!ステップ!全音符!!〜【開催中止】（3月8日 - 5月31日、11都市24公演）[注 5][55]
- BEYOOOOONDS LIVE 2020 〜ポップ!ステップ!全音符!!〜 いらっしゃい 中野サンプラザ編【開催中止】（5月4日、中野サンプラザ）[注 6][57]

##### 2022年
- BEYOOOOOND1St CONCERT TOUR ～どんと来い! BE HAPPY!～（3月26日 - 6月4日、9都市15公演）[注 8][64]
- BEYOOOOOND1St CONCERT TOUR どんと来い! BE HAPPY! at BUDOOOOOKAN!!!!!!!!!!!!（4月25日、日本武道館）[65]
- BEYOOOOOND1St CONCERT TOUR 〜もういっちょどんと来い! BE HAPPY!〜（7月10日 - 8月27日、4都市5公演）[注 9][注 10][67]
- BEYOOOOO2NDS CONCERT TOUR ～天高く、ビヨ燃ゆる秋～（9月25日 - 11月27日、9都市12公演）[注 11][68]
- BEYOOOOONDS メジャーデビュー3周年記念ライブ 〜ビヨと過ごす夏2022〜（9月30日、川口総合文化センター・リリア メインホール）[注 12][70]

##### 2023年
- BEYOOOOONDS CONCERT TOUR「NEO BEYO」（3月19日 - 6月10日、8都市12公演）[注 13][74][75]
- BEYOOOOOPHONIC（ビヨフォニック）（5月2日、東京芸術劇場 コンサートホール）[77]
- BEYOOOOONDS CONCERT TOUR「NEO BEYO at BUDOOOOOKAN!!!!!!!!!!!!」（5月15日、日本武道館）[79]
- BEYOOOOONDS CONCERT TOUR「NEO BEYO」ENCORE（7月15日 - 9月3日、6都市6公演）[注 14][注 15][81]

##### 2024年
- BEYOOOOOPHONICⅡ（4月6日・5月10日、2都市3公演）[86]
- BEYOOOOONDS LIVE TOUR 2024 SPRING～PERSOOOOONALITY～（4月7日 - 6月22日、15都市29公演）[注 16][87]
- BEYOOOOONDS LIVE TOUR 2024 SPRING ～PERSOOOOONALITY「Wings of Dreams」～（6月27日、豊洲PIT）[88]
- BEYOOOOONDS CONCERT TOUR 2024 AUTUMN「DISCOOOOOTHEQUE」（9月29日 - 11月10日、4都市8公演）[91]
- BEYOOOOONDS CONCERT 2024 AUTUMN「DISCOOOOOTHEQUE BUDOOOOOKAN」（11月18日、日本武道館）[93]

##### 2025年
- BEYOOOOONDS FIRST CONCERT 2025「BEYOOOOONDS GOOOOOES TO TAIPEI!」（4月27日、台湾 台北 Hana Space 花漾展演空間）[98]
- BEYOOOOONDS CONCERT TOUR 2025 SPRING 〜Take Me Out To The BALLROOOOOM!〜（5月10日 - 25日、全4都市8公演）[99]
- BEYOOOOONDS CONCERT 2025 SPRING 〜Take Me Out To The BUDOOOOOKAN!「Treasury Island」〜（6月9日、日本武道館）[101]
- BEYOOOOOPERETTA -ottobre- / -novembre-（10月21日 - 11月30日、品川ステラボール、14公演）[102]
- 岡山県備前市×BEYOOOOONDS 地域活性化コンサート ナルチカ 2025 BEYOOOOONDS in 備前（11月9日、備前市市民センター）[103]

#### 合同ライブ・コンサート

##### 2018年
- ハロプロ研修生北海道　定期公演 Vol.6 〜サマースペシャル!（7月16日、ペニーレーン24）[140]
- Hello! Project 研修生発表会 2018 9月 〜もみじ〜（9月8日・17日、Zepp Nagoya・Tokyo）[141]
- Hello! Project 研修生発表会 2018 12月 〜みかん〜（12月2日・9日、Zepp Namba・Tokyo）[142] - 雨ノ森 川海のみ出演

##### 2019年
- Hello! Project 研修生発表会 2019 3月〜SUN〜（3月10日・16日・17日、Zepp Tokyo・Namba・Nagoya）[143]
- Hello! Project 研修生発表会2019 〜春の公開実力診断テスト〜（5月4日、中野サンプラザ）[144]
- Hello! Project 研修生発表会 2019 9月 〜煌〜（9月8日・16日・23日、Zepp Namba・Tokyo・Nagoya）[145]

##### 2021年
- unshrink（9月14日、Zepp DiverCity） - フィロソフィーのダンスとのツーマンライブ[146][147]

##### 2023年
- さよなら中野サンプラザ音楽祭（6月9日、中野サンプラザ）[148]
- NACK5開局35周年 BEYOOOOONDSとOCHA NORMAのNICHIYOOOOOB! ～Let's GO!ビヨーンと茶柱立てるぞ! in 大宮～（6月11日、大宮ソニックシティ 大ホール） - OCHA NORMAとの合同ライブ[149]
- 平安神宮 月音夜 ～京都名月コンサート2023～ HEIANJINGU TSUKI OTOYO（9月30日、平安神宮）

##### 2024年
- Hello! Project 研修生発表会 2024 3月 「ミモザ」（3月2日・10日、Zepp DiverCity・Namba）[150] - ゲスト
- unshrink（2024年5月17日、品川Stellar Ball）

#### ハロー!プロジェクト コンサート
BEYOOOOONDSは2018年7月〜9月に行われた『Hello! Project 20th Anniversary!! Hello! Project 2018 SUMMER 〜ALL FOR ONE〜 & 〜ONE FOR ALL〜』以降の公演に出演・参加している。

#### コンサート帯同

##### 2018年
- Juice=Juice LIVE 2018 at NIPPON BUDOKAN TRIANGROOOVE（10月29日、日本武道館）[151][152]
- モーニング娘。'18コンサートツアー秋〜GET SET, GO!〜ファイナル（12月15日、日本武道館、オープニングアクト）[153]
- モーニング娘。'18コンサートツアー秋〜GET SET, GO!〜ファイナル 飯窪春菜卒業スペシャル（12月16日、日本武道館、オープニングアクト）[153]

##### 2019年
- モーニング娘。'19コンサートツアー春 〜BEST WISHES!〜（3月21日、結城市民文化センターアクロス、オープニングアクト&チャレンジアクト）[154]
- モーニング娘。'19コンサートツアー春 〜BEST WISHES!〜FINAL（6月4日・5日、日本武道館、オープニングアクト&チャレンジアクト）[155]
- ハロプロ プレミアム Juice=Juice CONCERT TOUR 2019 〜JuiceFull!!!!!!!〜 FINAL 宮崎由加卒業スペシャル（6月17日、日本武道館、オープニングアクト）[156]
- ハロプロ プレミアム アンジュルム コンサートツアー 2019春 ファイナル 和田彩花卒業スペシャル 輪廻転生 〜あるとき生まれた愛の提唱〜（6月18日、日本武道館、オープニングアクト）[156]
- Juice=Juice Concert 2019 〜octopic!〜（12月4日、国立代々木競技場第一体育館、オープニングアクト）[157]
- モーニング娘。'19コンサートツアー秋 〜KOKORO&KARADA〜FINAL（12月5日、国立代々木競技場第一体育館、オープニングアクト）[157]

##### 2021年
- つばきファクトリー コンサート2021 「CAMELLIA〜日本武道館スッペシャル〜」（10月18日、日本武道館、オープニングアクト）[158]
- アンジュルム コンサート2021 「桃源郷 ～笠原桃奈 卒業スペシャル～」（11月15日、日本武道館、オープニングアクト）[159]
- Juice=Juice Concert 2021 〜FAMILIA〜 金澤朋子ファイナル（11月24日、横浜アリーナ、オープニングアクト）[160]
- モーニング娘。'21 コンサート 「Teenage Solution 〜佐藤優樹 卒業スペシャル〜」（12月13日、日本武道館、オープニングアクト）[161]

#### イベント
- BEYOOOOONDS 5th Anniversary Event ～ BEY①②③④⑤NDS ～（2024年10月12日・19日、2都市4公演）[92]

#### ライブイベント・音楽フェス

##### 2019年
- @JAM 2019 Day2〜SUPER LIVE〜（5月26日、Zepp DiverCity）[162]
- H.I.P. presents GIG TAKAHASHI tour 2019（6月2日、新宿BLAZE）[163]
- テレビ朝日・六本木ヒルズ夏祭り SUMMER STATION「コカ・コーラ SUMMER STAION 音楽LIVE」（7月31日、六本木ヒルズアリーナ、つばきファクトリーのオープニングアクト）[164]
- TOKYO IDOL FESTIVAL2019（8月2日、お台場・青海周辺エリア）[165][166]
- 愛踊祭×テレ朝夏祭り SUMMER STATION（8月14日、SUMMER STATION LIVE アリーナ）[167]
- 〈Special Live〉Nobuyuki Shimizu Presents【東京女子流/さんみゅ〜/CHICA#TETSU(from BEYOOOOONDS : ハロー!プロジェクト)】（8月22日、eplus LIVING ROOM CAFE & DINING） - CHICA#TETSUのみ出演
- @JAM EXPO（8月25日、横浜アリーナ）[168]
- 第5回ナカGフェス（8月29日、新宿ReNY）[169]
- LIVEPRO FESTIVAL 2019（9月28日、Zepp Sapporo、Sound lab mole）
- メ〜テレ ウルフィまつり2019（9月29日、久屋広場・特設ステージ）
- GTFグリーンチャレンジデー 2019 in 新宿御苑（10月5日・6日、新宿御苑）
- CDでーた&GIRLS-PEDIA『アイドルがいなけりゃ生きていけない』[i3(アイスリー)]（10月11日、TSUTAYA O-WEST）
- E POP GALAXY !! 〜夜公演〜（10月20日、渋谷CLUB QUATTRO）
- 2019年度 明治学院大学 白金祭「メガハロ×白金祭2019」トークイベント（11月3日、明治学院大学 白金キャンパス）
- MARQUEE祭 Vol.45（11月6日、TSUTAYA O-EAST）
- MAWA LOOP TOKYO 2019（11月10日、TSUTAYA O-EASTほか）
- スペシャプラスまつり 第1公演「日常の向こう側へ」（12月1日、WWW X）[170]

##### 2020年
- GIRLS ROCKS（1月22日、渋谷duo MUSIC EXCHANGE）
- UNIDOL2019-20 Winter supported by Sammy 決勝戦/敗者復活戦（2月13日、STUDIO COAST）※シークレットゲスト
- GIRLS ROCKS【延期】（5月19日、TSUTAYA O-EAST）
- TOKYO IDOL FESTIVAL オンライン2020（10月2日、無観客ライブ）[171][172]
- GTFグリーンチャレンジデー2020 オンライン（12月5日・6日）

##### 2021年
- YANO MUSIC FESTIVAL 2021 〜ヤノフェス 歌うスタジオ〜（1月30日、無観客ライブ）[173]
- GWだよ!六本木アイドルフェスティバル【開催中止】（5月1日、EXシアター六本木）

新型コロナウイルス感染症による緊急事態宣言を受けて、公演を無観客で行い、CSテレ朝チャンネル1にて生中継・配信。
- @JAM EXPO 2020-2021（8月29日、横浜アリーナ）[175]
- YANO MUSIC FESTIVAL 2021 〜ヤノフェス 歌う王国〜（9月20日、Zepp Tokyo）[176][177]
- FM OSAKA ai Night 2021〜LIVE QUEST〜（9月27日、Zepp Namba）[178]
- TOKYO IDOL FESTIVAL2021【開催中止】（10月1日、お台場・青海周辺エリア）[179]
- GTFグリーンチャレンジデー2021オンライン（11月6日・7日） - 島倉・岡村・小林・里吉（6日）、高瀬・前田・平井（7日）
- ちかっぱ祭2021（12月12日、マリンメッセ福岡B館）[180]

##### 2022年
- 超NATSUZOME 2022（7月3日、幕張海浜公園Gブロック）[181]
- IDOL STAGE FES vol.3（7月14日、なかのZERO大ホール）
- SPARK2022 in YAMANAKAKO（7月17日、山中湖交流プラザ きらら）
- TOKYO IDOL FESTIVAL2022【出演辞退】（8月5日・6日、お台場・青海周辺エリア） - 5日はBEYOOOOONDSとして、6日はCHICA#TETSU、雨ノ森 川海、SeasoningSとして出演予定だった[182]
- でか美祭2022～8月8日はでか美ちゃんINFINITY∞～【出演辞退】（8月8日、Spotify O-EAST）
- IDOL SQUARE Summer Festival 2022 in 日比谷野音 ～推しは推せる時に推せ～（8月20日、日比谷公園大音楽堂）
- @JAM EXPO 2022（8月28日、横浜アリーナ）[183]
- アクリエひめじオープニングシリーズ「HimeFes 2022」森口博子/BEYOOOOONDS With パシフィックフィルハーモニア東京（8月29日、アクリエひめじ大ホール）
- 超アイドル祭2022（10月4日、豊洲PIT）
- IDOL GARDEN 2022 AUTUMN（10月5日、LINE CUBE SHIBUYA(渋谷公会堂)）
- LIVE QUEST（10月22日、Zepp Namba）

##### 2023年
- 52OSAKA ～Girls Castle～（2月19日、大阪城ホール）
- dot yell fes 2周年SP (DAY2)（3月1日、KT Zepp Yokohama）
- 静岡アイドルフェスティバル・イン・つま恋（4月16日、つま恋リゾート彩の郷 敷地内多目的広場）
- Vocal & Dance Collection Live Vol.5（5月23日、SHIBUYA STREAM Hall）
- SPARK2023 in YAMANAKAKO（7月16日、山中湖交流プラザ きらら）
- IDOL SQUARE Summer Festival 2023（7月17日、KT Zepp Yokohama）
- TOKYO IDOL FESTIVAL 2023 supported by にしたんクリニック（2023年8月4日・5日、お台場・青海周辺エリア） - 4日はCHICA#TETSU、雨ノ森 川海、SeasoningSとして、5日はBEYOOOOONDSとして出演
- でか美祭2023～8月8日はでか美ちゃんINFINITY∞～（8月8日、Spotify O-EAST）
- NAGOYA IDOL FESTIVAL（8月18日、エディオン 久屋広場）
- @ JAM EXPO 2023 supported by UP-T【出演辞退】（8月27日、横浜アリーナ）[注 18]
- Thai-Japan Iconic Music Fest 2023（9月23日、ICONSIAM）[82]
- GIGA・GIGA SONIC ～2周年大感謝祭SPECIAL in 幕張メッセ～ presented by ドラゴンエッグ（10月7日、幕張メッセ国際展示場ホール4-5） - CHICA#TETSU、雨ノ森 川海、SeasoningS各ユニット名義のみでの出演
- 長岡 米百俵フェス ～花火と食と音楽と～ 2023（10月8日、東山ファミリーランド）
- IDOL SQUARE 5（11月5日、豊洲PIT）
- WBFフェス2023～地球、世界、愛～誰も見たことのないエンターテインメントが今、始まる（12月2日、南海放送本町会館 テルスターホール） - 雨ノ森 川海のみ出演
- ケンズカフェ東京 PRESENTS ガラフェス 〜日比谷野音デリシャスサンデー〜（12月17日、日比谷野外大音楽堂）

##### 2024年
- Hello Music Festival 2024 in TOKYO（2月4日、パルテノン多摩）
- rockin'on presents「JAPAN JAM 2024」（5月4日、千葉市蘇我スポーツ公園 BUZZ STAGE）
- TOKYO IDOL FESTIVAL 2024 supported by にしたんクリニック（8月2日、お台場・青海周辺エリア）
- でか美祭 2024〜8月8日はでか美ちゃんINFINITY∞〜（8月8日、Spotify O-EAST）
- MAWA LOOP AUTUMN 2024（9月15日、BIGCAT）
- @ JAM EXPO 2024 supported by UP-T（9月16日、横浜アリーナ）
- LIVE SDD NASU 2024（10月26日、那須町文化センター）
- UtaTen presents SHIGA IDOL COLLECTION 2024（11月9日、野洲文化ホール 大ホール）
- rockin'on presents COUNTDOWN JAPAN 24/25（12月29日、幕張メッセ国際展示場1～11ホール・イベントホール COSMO STAGE）

##### 2025年
- Love with the orchestra- INOhara and Women's -（3月9日、東京オペラシティ コンサートホール）
- DJ KOO presents「KOOmic idol Festa」（3月30日、品川プリンス ステラボール）
- rockin'on presents「JAPAN JAM 2025」（5月4日、千葉市蘇我スポーツ公園 WING STAGE）
- 打首獄門同好会「ついに対バンミステリーツアー2025」（5月31日、Zepp Nagoya）
- 六本木の夏の風物詩!サマフェス日替わり音楽ライブ!『テレビ朝日・六本木ヒルズ SUMMER FES』（7月23日、六本木ヒルズアリーナ特設ステージ）
- TOKYO IDOL FESTIVAL 2025 supported by にしたんクリニック（8月2日、お台場・青海周辺エリア）
- 第13回中野駅前大盆踊り大会（8月2日、中野セントラルパーク・パークアベニュー中野四季の森公園）
- でか美祭 2025～8月8日はでか美ちゃんINFINITY∞～（8月8日、Spotify O-EAST）
- Trendy Taipei J-POP NIGHT（9月7日、台北アリーナ(台北小巨蛋)）

## 出演

### テレビ
- The Girls Live（2018年11月6日 - 2019年3月26日、テレビ東京・BSテレ東 他）
- AI・DOLプロジェクト（2019年4月2日 - 2020年3月30日、テレビ東京・BSテレ東 他）
- ハロドリ。（テレビ東京、BSテレ東他）
  - 無印（2020年4月6日 - 2023年3月27日）
  - HELLO!PROJECT 25YEARS（2023年4月3日 - 12月26日）
  - 無印2期（2024年1月9日 - 6月25日）
  - -MUSIC-（2024年7月9日 - ）
- うたなび!「ビヨなびステーション」（2020年6月4日 - 、日音制作、TOKYO MX 他） - レギュラー

### テレビドラマ
- 真夜中にハロー!（2022年1月13日 - 、テレビ東京 他） - BEYOOOOONDS 本人役
- アイドル（2022年8月11日、NHK総合 他） - 西田・江口・前田・山﨑・里吉

### その他のテレビ番組
- 祝1st アルバム!BEYOOOOOND₁St スペシャル（2019年12月15日、スペースシャワーTVプラス）
- 第61回 輝く!日本レコード大賞（2019年12月30日、TBSテレビ）
- 沼にハマってきいてみた（2020年3月18日、NHK Eテレ）
- RAGAZZE!～少女たちよ!～（2020年3月28日、NHK総合）
- KURAGAE -私たちのこと、推してください!-（2020年4月15日・22日、テレビ東京）
- スカパー!みんなのファン祭り アイドルクリスマスフェス（2020年12月23日、BSスカパー! / スカパー!オンデマンド）
- スカパー! アイドルフェス!〜2021 夏〜（2021年8月6日、BSスカパー! / スカパー!オンデマンド）[注 19][184]
- ～教えて!BEYOOOOONDS先輩～新曲も武道館予習もカンペキ黙示録（2022年3月12日、スペースシャワーTVプラス）

### ラジオ
- 金澤朋子のVivid Midnight（2019年10月5日 - 2021年11月27日、NACK5）
- まだまだ火曜日よんっ! BEYOOOOONDS QUEST!（2019年11月5日 - 2022年7月26日、FM OH!→FM大阪[注 20]）※『J3 Tuesday 〜Midnight IQ〜』内コーナー - 西田・江口[185]
- Fine!!「BEYOOOOONDS Oの数は5つです」（2020年4月1日 - 9月23日、TBSラジオ）
- BEYOOOOONDSのビヨ〜〜〜〜〜ンっと飛び越えナイト!（2020年4月4日 - 2022年3月26日、東海ラジオ放送）
- BEYOOOOONDSのDOYOOOOOB!（2021年12月4日 - 、NACK5） - 清野 (メインMC)・ほか1名ランダム出演[186][注 21]
- BEYOOOOONDSのラジオクエスト（2022年8月2日 - 、FM大阪） - 西田・江口

### ネット配信
- お家でもびよんず学校（2020年4月20日 - 5月31日）

YouTubeチャンネルにおいて、「お家でもびよんず学校」を配信。新型コロナウイルス感染症の影響により家に居続けることが多くなり、時間の感覚や曜日の感覚が薄れてしまう中で「学校」という形を使ってメンバーの得意なこと、趣味、言いたいことを発信していくことで、“1日”の時間の区切りになる時報のようなコンテンツにすることをコンセプトに、メンバーが企画・出演・撮影・編集をすべて行った動画が、約1か月間毎日配信された。
- QJWebカメラ部（毎週火曜日、2021年11月2日 - 2022年4月26日、QJWeb） - 前田、平井
- BEYOOOOONDS CONCERT 2024 AUTUMN「DISCOOOOOTHEQUE BUDOOOOOKAN」-Behind The Scenes-(仮)（2025年2月1日、Hulu）[188]

### 広告
- TOWER RECORDS “TOWER PLUS+” COVER ARTISTS（2019年11月、TOWER PLUS+）[注 22]

### 舞台
- 演劇女子部『タイムリピート〜永遠に君を想う〜』（2018年9月28日 - 10月8日、全労済ホール/スペース・ゼロ、Juice=Juice共演）[190] - 雨ノ森 川海のみ出演[注 23]
- 演劇女子部『アタックNo.1』（2018年11月29日 - 12月9日、全労済ホール/スペース・ゼロ、アンジュルム共演）[191][192] - CHICA#TETSUのみ出演
- 全労済ホール/スペース・ゼロ提携公演 演劇女子部「不思議の国のアリスたち」（2019年4月18日 - 4月29日、全労済ホール/スペース・ゼロ）[45]
- こくみん共済 coop ホール／スペース・ゼロ提携公演 演劇女子部「リボーン〜13人の魂は神様の夢を見る〜」（2019年11月14日 - 24日、こくみん共済 coop ホール／スペース・ゼロ、 こぶしファクトリー共演）[51]
- こくみん共済 coop ホール(全労済ホール)／スペース・ゼロ提携公演 演劇女子部「アラビヨーンズナイト」（2020年10月9日 - 18日、こくみん共済 coop ホール／スペース・ゼロ）[注 7][58][59]
- こくみん共済 coop ホール(全労済ホール)／スペース・ゼロ提携公演 演劇女子部「眠れる森のビヨ」（2021年4月16日 - 25日、こくみん共済 coop ホール／スペース・ゼロ）[61]
- こくみん共済 coop ホール(全労済ホール)／スペース・ゼロ提携公演 演劇女子部「ビヨサイユ宮殿」（2022年11月11日 - 20日、こくみん共済 coop ホール／スペース・ゼロ）[72]
- 演劇女子部「ビヨスパイ～消えたアタッシュケース～」（2023年11月11日 - 19日、こくみん共済 coop ホール／スペース・ゼロ / 11月23日 - 26日、サンケイホールブリーゼ）[84]

## 書籍
- BEYOOOOONDSオフィシャルブック『BEYOOOOONDS①』（2020年8月7日、ワニブックス）[193]
  - ISBN 978-4-8470-8313-6（通常版・メイキングDVD付き限定版）
  - ISBN 978-4-8470-8314-3（Amazon.co.jp限定カバーVer.）
- BEYOOOOONDSオフィシャルブック『BEYOOOOONDS②』（2021年8月7日、ワニブックス）[194]
  - ISBN 978-4-8470-8377-8（通常版・メイキングDVD付き限定版）
  - ISBN 978-4-8470-8378-5（Amazon.co.jp限定カバーVer.）
- BEYOOOOONDS PHOTOBOOK「Now and From Now On」（2025年5月30日、オデッセー出版）
  - ISBN 978-4-911265-08-6

### 雑誌連載
- 月刊エンタメ「BEYOOOOONDS CHANNEL」（2019年9月30日 - 、徳間書店）
- アップトゥボーイ（ワニブックス）
  - 「BEYOOOOONDSすごろく」（2019年11月22日 - 2020年8月21日）
  - 「びよーんむ」（2020年9月23日 - 2021年8月23日）
- MARQUEE「BEYOOOOONDSの伸びしろ〜BEYOOOOONDSした〜」（2019年12月16日 - 2021年1月22日、マーキー・インコーポレイティド）
- KEP「BEYOOOOONDSコラムリレー〜立ってみたいな大阪城ホール〜」（2019年12月20日 - 、キョードー大阪）[195]
- なかよし「BEYOOOOONDSの胸キュン4コマ」（2020年5月2日 - 2022年8月3日、講談社）

## コラボレーション
- BEYOOOOONDS×SANRIO CHARACTERS（2019年）[196]
- BEYOOOOONDS×マーク・ゴンザレス（2021年）[197]
- BEYOOOOONDS×串かつでんがな（2025年）[95]

## 受賞歴・記録
- 第61回日本レコード大賞最優秀新人賞（「眼鏡の男の子」）[4]
- 第34回日本ゴールドディスク大賞 ベスト5ニュー・アーティスト[54]
- TikTok LIVE All Stars 2024 Top Trend部門[198]

## 著名なファン
- 伊藤彩沙（声優）[199]
- 岩倉あずさ（声優）[200]
- 桐山和久（声優）[201]
- 志村貴子（漫画家）[202]
- 高柳知葉（声優）[203]
- 夏川椎菜（声優）[204]